# Miri Aloni
Miri Aloni (hebrejsky מירי אלוני, narozena 25. prosince 1949) je izraelská zpěvačka.

## Biografie
Její hudební kariéra začíná povoláním do armády roku 1968, sloužila u Nachalu. V sedmdesátých letech spolupracovala s Cvikou Pikem a Zoharem Argovem. V této době také hrála v izraelských filmech např. Moudrý Gamliel (Chacham Gamli'el), 1973. Roku 1987 nahrála album Kapka lásky (Tipat ahava).
V roce 1995 zpívala s Jicchakem Rabinem a Šimonem Peresem Píseň pro mír (Šir la-šalom) na shromáždění, kde byl posléze Jicchak Rabin zavražděn.